# Премия Гильдии киноактёров США (2025)
31-я церемония вручения премии Гильдии киноактёров США за заслуги в области кино и телевидения за 2024 год состоялась 23 февраля 2025 года в концертном зале Шрайн-Аудиториум в Лос-Анджелесе, Калифорния. Церемония транслировалась в прямом эфире на Netflix. Церемонию вела известная актриса Кристен Белл.
Изначально планировалось, что номинанты будут объявлены в прямом эфире 8 января 2025 года, однако из-за масштабных лесных пожаров в Южной Калифорнии церемонию перенесли. В результате список номинантов опубликовали в пресс-релизе на официальном сайте премии.
По одной награде в категории «Кинематограф» были удостоены фильмы «Боб Дилан: Никому не известный», «Эмилия Перес» и «Конклав». Абсолютным лидером по количеству наград в категории «Телевидение», четыре из пяти номинаций, стал телесериал «Сёгун». Джейн Фонда была объявлена лауреатом премии за вклад в кинематограф 17 октября 2024 года.
Во время данной церемонии Тимоти Шаламе в возрасте 29 лет стал самым молодым лауреатом в номинации «Лучший актёр».

## Список событий
| Дата                         | Событие                                                    |
| ---------------------------- | ---------------------------------------------------------- |
| Понедельник, 29 августа 2024 | Открытие сайта для подачи заявок                           |
| Пятница, 1 ноября 2024       | Закрытие приема заявок в 17:00 (по тихоокеанскому времени) |
| Понедельник, 16 декабря 2024 | Начало голосования по номинациям                           |
| Воскресенье, 5 января 2025   | Закрытие приема заявок в 17:00 (по тихоокеанскому времени) |
| Среда, 8 января 2025         | Объявление номинантов                                      |
| Среда, 15 января 2025        | Начало финального голосования                              |
| Пятница, 21 февраля 2025     | Закрытие приема заявок в 12:00 (по тихоокеанскому времени) |
| Воскресенье, 23 февраля 2025 | 31-я церемония вручения премии Гильдии киноактёров США     |

## Количество наград и номинаций
Кинематограф
- 0/5: «Злая: Сказка о ведьме Запада»
- 1/4: «Боб Дилан: Никому не известный»
- 1/3: «Эмилия Перес»
- 0/3: «Анора»
- 1/2: «Конклав»
- 0/2: «Шоугёрл»

Телевидение
- 4/5: «Сёгун»
- 1/3: «Пингвин»
- 0/3: «Медведь»
- 0/3: «Дипломатка»
- 2/2: «Убийства в одном здании»
- 1/2: «Оленёнок»
- 1/2: «Хитрости»
- 0/2: «Бриджертоны»
- 0/2: «День Шакала»
- 0/2: «Все совпадения неслучайны»
- 0/2: «Никто этого не хочет»
- 0/2: «Терапия»
- 0/2: «Медленные лошади»

 Победители выделены отдельным цветом. 

## Вручённые награды

### Кинематограф
| Категории                                                                      | Номинанты и победители | Номинанты и победители                                                                                     |             |
| ------------------------------------------------------------------------------ | --- | --- | ----------- |
| Лучшая мужская роль Награду вручали Лили Глэдстоун и Мишель Йео                | | Тимоти Шаламе — «Боб Дилан: Никому не известный»                                                           |             |
| Лучшая мужская роль Награду вручали Лили Глэдстоун и Мишель Йео                | Эдриен Броуди — «Бруталист» | |             |
| Лучшая мужская роль Награду вручали Лили Глэдстоун и Мишель Йео                | Колман Доминго — «Синг-Синг» | |             |
| Лучшая мужская роль Награду вручали Лили Глэдстоун и Мишель Йео                | Рэйф Файнс — «Конклав» | |             |
| Лучшая мужская роль Награду вручали Лили Глэдстоун и Мишель Йео                | Дэниел Крейг — «Квир» | |             |
| Лучшая женская роль Награду вручал Колин Фаррелл                               | | Деми Мур — «Субстанция»                                                                                    |             |
| Лучшая женская роль Награду вручал Колин Фаррелл                               | Памела Андерсон — «Шоугёрл» | |             |
| Лучшая женская роль Награду вручал Колин Фаррелл                               | Карла София Гаскон — «Эмилия Перес» | |             |
| Лучшая женская роль Награду вручал Колин Фаррелл                               | Майки Мэдисон — «Анора» | |             |
| Лучшая женская роль Награду вручал Колин Фаррелл                               | Синтия Эриво — «Злая: Сказка о ведьме Запада» | |             |
| Лучшая мужская роль второго плана Награду вручала Памела Андерсон              | | Киран Калкин — «Настоящая боль»                                                                            |             |
| Лучшая мужская роль второго плана Награду вручала Памела Андерсон              | Джонатан Бейли — «Злая: Сказка о ведьме Запада» | |             |
| Лучшая мужская роль второго плана Награду вручала Памела Андерсон              | Юра Борисов — «Анора» | |             |
| Лучшая мужская роль второго плана Награду вручала Памела Андерсон              | Эдвард Нортон — «Боб Дилан: Никому не известный» | |             |
| Лучшая мужская роль второго плана Награду вручала Памела Андерсон              | Джереми Стронг — «Ученик. Восхождение Трампа» | |             |
| Лучшая женская роль второго плана Награду вручали Колман Доминго и Кеке Палмер | | Зои Салдана — «Эмилия Перес»                                                                               |             |
| Лучшая женская роль второго плана Награду вручали Колман Доминго и Кеке Палмер | Ариана Гранде — «Злая: Сказка о ведьме Запада» | |             |
| Лучшая женская роль второго плана Награду вручали Колман Доминго и Кеке Палмер | Джейми Ли Кёртис — «Шоугёрл» | |             |
| Лучшая женская роль второго плана Награду вручали Колман Доминго и Кеке Палмер | Моника Барбаро — «Боб Дилан: Никому не известный» | |             |
| Лучшая женская роль второго плана Награду вручали Колман Доминго и Кеке Палмер | Даниэль Дедуайлер — «Уроки фортепиано» | |             |
| Лучший актёрский состав в игровом кино Награду вручал Харрисон Форд            | «Конклав» — Серджо Кастеллитто, Рэйф Файнс, Джон Литгоу, Лусиан Мсамати, Изабелла Росселлини, Стэнли Туччи                                                                                                | «Конклав» — Серджо Кастеллитто, Рэйф Файнс, Джон Литгоу, Лусиан Мсамати, Изабелла Росселлини, Стэнли Туччи |             |
| Лучший актёрский состав в игровом кино Награду вручал Харрисон Форд            | «Анора» — Юра Борисов, Марк Эйдельштейн, Карен Карагулян, Майки Мэдисон, Алексей Серебряков, Ваче Товмасян                                                                                                | |             |
| Лучший актёрский состав в игровом кино Награду вручал Харрисон Форд            | «Боб Дилан: Никому не известный» — Моника Барбаро, Норберт Лео Бутц, Тимоти Шаламе, Эль Фэннинг, Дэн Фоглер, Уилл Харрисон, Эрико Хацунэ, Бойд Холбрук, Скут Макнейри, Биг Билл Морганфилд, Эдвард Нортон | |             |
| Лучший актёрский состав в игровом кино Награду вручал Харрисон Форд            | «Эмилия Перес» — Карла София Гаскон, Селена Гомес, Адриана Пас, Зои Салдана | |             |
| Лучший актёрский состав в игровом кино Награду вручал Харрисон Форд            | «Злая: Сказка о ведьме Запада» — Джонатан Бейли, Марисса Боде, Питер Динклэйдж, Синтия Эриво, Джефф Голдблюм, Ариана Гранде, Итан Слейтер, Бовэнь Ян, Мишель Йео                                          | |             |
| Лучший каскадёрский ансамбль в игровом кино                                    | «Каскадёры» | «Каскадёры»                                                                                                | «Каскадёры» |
| Лучший каскадёрский ансамбль в игровом кино                                    | «Дюна: Часть вторая» | |             |
| Лучший каскадёрский ансамбль в игровом кино                                    | «Гладиатор 2» | |             |
| Лучший каскадёрский ансамбль в игровом кино                                    | «Дэдпул и Росомаха» | |             |
| Лучший каскадёрский ансамбль в игровом кино                                    | «Злая: Сказка о ведьме Запада» | |             |

### Телевидение
| Категории                                                                                         | Номинанты и победители                                    | Номинанты и победители                  |
| ------------------------------------------------------------------------------------------------- | --------------------------------------------------------- | --------------------------------------- |
| Лучшая мужская роль в телефильме или мини-сериале Награду вручала Джейми Ли Кёртис                |                                                           | Колин Фаррелл — «Пингвин»               |
| Лучшая мужская роль в телефильме или мини-сериале Награду вручала Джейми Ли Кёртис                | Хавьер Бардем — «Монстры: История Лайла и Эрика Менендес» |                                         |
| Лучшая мужская роль в телефильме или мини-сериале Награду вручала Джейми Ли Кёртис                | Кевин Клайн — «Все совпадения неслучайны»                 |                                         |
| Лучшая мужская роль в телефильме или мини-сериале Награду вручала Джейми Ли Кёртис                | Эндрю Скотт — «Рипли»                                     |                                         |
| Лучшая мужская роль в телефильме или мини-сериале Награду вручала Джейми Ли Кёртис                | Ричард Гэдд — «Оленёнок»                                  |                                         |
| Лучшая женская роль в телефильме или мини-сериале Награду вручали Кери Расселл и Керри Вашингтон  |                                                           | Джессика Ганнинг — «Оленёнок»           |
| Лучшая женская роль в телефильме или мини-сериале Награду вручали Кери Расселл и Керри Вашингтон  | Кэти Бейтс — «Великая Лилиан Холл»                        |                                         |
| Лучшая женская роль в телефильме или мини-сериале Награду вручали Кери Расселл и Керри Вашингтон  | Кейт Бланшетт — «Все совпадения неслучайны»               |                                         |
| Лучшая женская роль в телефильме или мини-сериале Награду вручали Кери Расселл и Керри Вашингтон  | Джоди Фостер — «Настоящий детектив»                       |                                         |
| Лучшая женская роль в телефильме или мини-сериале Награду вручали Кери Расселл и Керри Вашингтон  | Лили Глэдстоун — «Под мостом»                             |                                         |
| Лучшая женская роль в телефильме или мини-сериале Награду вручали Кери Расселл и Керри Вашингтон  | Кристин Милиоти — «Пингвин»                               |                                         |
| Лучшая мужская роль в драматическом сериале Награду вручали Квинта Брансон и Эндрю Скотт          |                                                           | Таданобу Асано — «Сёгун»                |
| Лучшая мужская роль в драматическом сериале Награду вручали Квинта Брансон и Эндрю Скотт          | Джефф Бриджес — «Старик»                                  |                                         |
| Лучшая мужская роль в драматическом сериале Награду вручали Квинта Брансон и Эндрю Скотт          | Гэри Олдмен — «Медленные лошади»                          |                                         |
| Лучшая мужская роль в драматическом сериале Награду вручали Квинта Брансон и Эндрю Скотт          | Эдди Редмэйн — «День Шакала»                              |                                         |
| Лучшая мужская роль в драматическом сериале Награду вручали Квинта Брансон и Эндрю Скотт          | Хироюки Санада — «Сёгун»                                  |                                         |
| Лучшая женская роль в драматическом сериале Награду вручали Милли Бобби Браун и Дрю Старки        |                                                           | Анна Саваи — «Сёгун»                    |
| Лучшая женская роль в драматическом сериале Награду вручали Милли Бобби Браун и Дрю Старки        | Кэти Бейтс — «Мэтлок»                                     |                                         |
| Лучшая женская роль в драматическом сериале Награду вручали Милли Бобби Браун и Дрю Старки        | Никола Коклан — «Бриджертоны»                             |                                         |
| Лучшая женская роль в драматическом сериале Награду вручали Милли Бобби Браун и Дрю Старки        | Эллисон Дженни — «Дипломатка»                             |                                         |
| Лучшая женская роль в драматическом сериале Награду вручали Милли Бобби Браун и Дрю Старки        | Кери Расселл — «Дипломатка»                               |                                         |
| Лучшая мужская роль в комедийном сериале Награду вручали Джоуи Кинг и Джек Куэйд                  |                                                           | Мартин Шорт — «Убийства в одном здании» |
| Лучшая мужская роль в комедийном сериале Награду вручали Джоуи Кинг и Джек Куэйд                  | Адам Броди — «Никто этого не хочет»                       |                                         |
| Лучшая мужская роль в комедийном сериале Награду вручали Джоуи Кинг и Джек Куэйд                  | Тед Дэнсон — «Человек внутри»                             |                                         |
| Лучшая мужская роль в комедийном сериале Награду вручали Джоуи Кинг и Джек Куэйд                  | Харрисон Форд — «Терапия»                                 |                                         |
| Лучшая мужская роль в комедийном сериале Награду вручали Джоуи Кинг и Джек Куэйд                  | Джереми Аллен Уайт — «Медведь»                            |                                         |
| Лучшая женская роль в комедийном сериале Награду вручали Кумэйл Нанджиани и Молли Шеннон          |                                                           | Джин Смарт — «Хитрости»                 |
| Лучшая женская роль в комедийном сериале Награду вручали Кумэйл Нанджиани и Молли Шеннон          | Кристен Белл — «Никто этого не хочет»                     |                                         |
| Лучшая женская роль в комедийном сериале Награду вручали Кумэйл Нанджиани и Молли Шеннон          | Квинта Брансон — «Начальная школа Эбботт»                 |                                         |
| Лучшая женская роль в комедийном сериале Награду вручали Кумэйл Нанджиани и Молли Шеннон          | Лиза Колон-Зайас — «Медведь»                              |                                         |
| Лучшая женская роль в комедийном сериале Награду вручали Кумэйл Нанджиани и Молли Шеннон          | Айо Эдебири — «Медведь»                                   |                                         |
| Лучший актёрский состав в драматическом сериале Награду вручали Дэвид Духовны и Джиллиан Андерсон | «Сёгун»                                                   | «Сёгун»                                 |
| Лучший актёрский состав в драматическом сериале Награду вручали Дэвид Духовны и Джиллиан Андерсон | «Бриджертоны»                                             |                                         |
| Лучший актёрский состав в драматическом сериале Награду вручали Дэвид Духовны и Джиллиан Андерсон | «День Шакала»                                             |                                         |
| Лучший актёрский состав в драматическом сериале Награду вручали Дэвид Духовны и Джиллиан Андерсон | «Дипломатка»                                              |                                         |
| Лучший актёрский состав в драматическом сериале Награду вручали Дэвид Духовны и Джиллиан Андерсон | «Медленные лошади»                                        |                                         |
| Лучший актёрский состав в комедийном сериале Награду вручали Зоуи Дешанель и Макс Гринфилд        | «Убийства в одном здании»                                 | «Убийства в одном здании»               |
| Лучший актёрский состав в комедийном сериале Награду вручали Зоуи Дешанель и Макс Гринфилд        | «Начальная школа Эбботт»                                  |                                         |
| Лучший актёрский состав в комедийном сериале Награду вручали Зоуи Дешанель и Макс Гринфилд        | «Медведь»                                                 |                                         |
| Лучший актёрский состав в комедийном сериале Награду вручали Зоуи Дешанель и Макс Гринфилд        | «Хитрости»                                                |                                         |
| Лучший актёрский состав в комедийном сериале Награду вручали Зоуи Дешанель и Макс Гринфилд        | «Терапия»                                                 |                                         |
| Лучший каскадёрский ансамбль в комедийном или драматическом сериале                               | «Сёгун»                                                   | «Сёгун»                                 |
| Лучший каскадёрский ансамбль в комедийном или драматическом сериале                               | «Пацаны»                                                  |                                         |
| Лучший каскадёрский ансамбль в комедийном или драматическом сериале                               | «Фоллаут»                                                 |                                         |
| Лучший каскадёрский ансамбль в комедийном или драматическом сериале                               | «Дом Дракона»                                             |                                         |
| Лучший каскадёрский ансамбль в комедийном или драматическом сериале                               | «Пингвин»                                                 |                                         |

### Премия Гильдии киноактёров США за вклад в кинематограф
| Лауреат       |
| ------------- |
| - Джейн Фонда |